# CONCACAF Gold Cup 2021/Gruppe A
| Pl. | Land                | Sp. | S | U | N | Tore    | Diff. | Punkte |
| --- | ------------------- | --- | - | - | - | ------- | ----- | ------ |
| 1.  | Mexiko              | 3   | 2 | 1 | 0 | 004:000 | +4    | 07     |
| 2.  | El Salvador         | 3   | 2 | 0 | 1 | 004:100 | +3    | 06     |
| 3.  | Trinidad und Tobago | 3   | 0 | 2 | 1 | 001:300 | −2    | 02     |
| 4.  | Guatemala           | 3   | 0 | 1 | 2 | 001:600 | −5    | 01     |

Die Gruppe A des CONCACAF Gold Cups 2021 war eine der vier Gruppen des Turniers. Das erste Spiel wurde am 10. Juli 2021 ausgetragen, der letzte Spieltag fand am 18. Juli 2021 statt. Die Gruppe bestand aus den Nationalmannschaften aus Mexiko, El Salvador, Guatemala und Trinidad und Tobago.

## Mexiko – Trinidad und Tobago 0:0
| Mexiko                                                                       | Mexiko | Trinidad und Tobago | Trinidad und Tobago |
| ---------------------------------------------------------------------------- | --- | --- | ------------------- |
| Mexiko                                                                       | \| 1. Spieltag \| \| 10. Juli 2021 um 21:00 Uhr (11. Juli, 4:00 MESZ) in Arlington (AT&T Stadium) \| \| Zuschauer: 41.229 \| \| Schiedsrichter: Ricardo Montero ( Costa Rica) \| \| Spielbericht \| | \| 1. Spieltag \| \| 10. Juli 2021 um 21:00 Uhr (11. Juli, 4:00 MESZ) in Arlington (AT&T Stadium) \| \| Zuschauer: 41.229 \| \| Schiedsrichter: Ricardo Montero ( Costa Rica) \| \| Spielbericht \|                                                                                            | Trinidad und Tobago |
| Mexiko                                                                       | Alfredo Talavera – Luis Rodríguez, Néstor Araujo, Carlos Salcedo (53. Jonathan dos Santos), Osvaldo Rodríguez (82. Jesús Gallardo) – Héctor Herrera , Edson Álvarez, Erick Gutiérrez (46. Orbelín Pineda) – Jesús Corona, Rogelio Funes Mori, Hirving Lozano (18. Efraín Álvarez) Cheftrainer: Gerardo Martino ( Argentinien) | Marvin Phillip – Alvin Jones, Aubrey David, Jelani Peters, Radanfah Abu Bakr, Ross Russell (46. Noah Powder) – Hashim Arcia (46. Kevin Molino), Justin García (46. Mekeil Williams), Jesse Williams (64. Neveal Hackshaw), Triston Hodge (64. Ryan Telfer) – Reon Moore Cheftrainer: Angus Eve | Trinidad und Tobago |
| Mexiko                                                                       | Ed. Álvarez (11.) | Jones (45.+6') | Trinidad und Tobago |
| Mexiko                                                                       | Spieler des Spiels: Marvin Phillip (Trinidad und Tobago) | | Trinidad und Tobago |
| 1. Spieltag                                                                  | | |                     |
| 10. Juli 2021 um 21:00 Uhr (11. Juli, 4:00 MESZ) in Arlington (AT&T Stadium) | | |                     |
| Zuschauer: 41.229                                                            | | |                     |
| Schiedsrichter: Ricardo Montero ( Costa Rica)                                | | |                     |
| Spielbericht                                                                 | | |                     |

## El Salvador – Guatemala 2:0 (0:0)
| El Salvador                                                                 | El Salvador | Guatemala | Guatemala |
| --------------------------------------------------------------------------- | --- | --- | --------- |
| El Salvador                                                                 | \| 1. Spieltag \| \| 11. Juli 2021 um 22:00 Uhr (12. Juli, 5:00 MESZ) in Frisco (Toyota Stadium) \| \| Zuschauer: 8.494 \| \| Schiedsrichter: Jair Marrufo ( USA) \| \| Spielbericht \| | \| 1. Spieltag \| \| 11. Juli 2021 um 22:00 Uhr (12. Juli, 5:00 MESZ) in Frisco (Toyota Stadium) \| \| Zuschauer: 8.494 \| \| Schiedsrichter: Jair Marrufo ( USA) \| \| Spielbericht \| | Guatemala |
| El Salvador                                                                 | Mario González – Bryan Tamacas, Eriq Zavaleta, Ronald Gómez, Alexander Larín – Joshua Pérez (80. Joaquín Rivas), Narciso Orellana, Darwin Cerén (65. Alex Roldan), Marvin Monterroza (90.+2' Isaac Portillo), Juan Carlos Portillo (64. Marvin Márquez) – Jairo Henríquez (90.+2' Walmer Martinez) Cheftrainer: Hugo Pérez ( USA) | Nicholas Hagen – Gerardo Gordillo, José Carlos Pinto , Moises Hernandez – Stheven Robles (81. Yeltsin Álvarez), Jorge Aparicio (80. Darwin Lom), Marco Domínguez, José Morales (69. Luis de León) – Marvin Ceballos (69. Robin Betancourth), Luis Martínez, Jairo Arreola (58. Óscar Santis) Cheftrainer: Rafael Loredo ( Mexiko) | Guatemala |
| El Salvador                                                                 | 1:0 Roldan (81.) 2:0 Rivas (90.+6') | | Guatemala |
| El Salvador                                                                 | Martinez (90.+2') | Morales (32.), Pinto (34.) | Guatemala |
| El Salvador                                                                 | Spieler des Spiels: Alex Roldan (El Salvador) | | Guatemala |
| 1. Spieltag                                                                 | | |           |
| 11. Juli 2021 um 22:00 Uhr (12. Juli, 5:00 MESZ) in Frisco (Toyota Stadium) | | |           |
| Zuschauer: 8.494                                                            | | |           |
| Schiedsrichter: Jair Marrufo ( USA)                                         | | |           |
| Spielbericht                                                                | | |           |

## Trinidad und Tobago – El Salvador 0:2 (0:1)
| Trinidad und Tobago                                                         | Trinidad und Tobago | El Salvador | El Salvador |
| --------------------------------------------------------------------------- | --- | --- | ----------- |
| Trinidad und Tobago                                                         | \| 2. Spieltag \| \| 14. Juli 2021 um 18:30 Uhr (15. Juli, 1:30 MESZ) in Frisco (Toyota Stadium) \| \| Zuschauer: 8.494 \| \| Schiedsrichter: Selvin Brown ( Honduras) \| \| Spielbericht \|                                                                                   | \| 2. Spieltag \| \| 14. Juli 2021 um 18:30 Uhr (15. Juli, 1:30 MESZ) in Frisco (Toyota Stadium) \| \| Zuschauer: 8.494 \| \| Schiedsrichter: Selvin Brown ( Honduras) \| \| Spielbericht \| | El Salvador |
| Trinidad und Tobago                                                         | Nicklas Frenderup – Mekeil Williams, Jelani Peters (46. Reon Moore), Aubrey David – Alvin Jones, Duane Muckette (46. Marcus Joseph), Neveal Hackshaw, Noah Powder, Triston Hodge (16. Andre Fortune II) – Kevin Molino , Ryan Telfer (77. Hashim Arcia) Cheftrainer: Angus Eve | Mario González – Bryan Tamacas (89. Walmer Martinez), Eriq Zavaleta, Ronald Gómez, Alexander Larín – Joshua Pérez (60. Juan Carlos Portillo), Darwin Cerén (84. Isaac Portillo), Narciso Orellana, Jairo Henríquez (69. Alex Roldan) – Joaquín Rivas (83. Marvin Márquez), Marvin Monterroza (60. Amando Moreno) Cheftrainer: Hugo Pérez ( USA) | El Salvador |
| Trinidad und Tobago                                                         | 0:1 Henríquez (30.) 0:2 Martinez (90.) | | El Salvador |
| Trinidad und Tobago                                                         | Hodge (3.), Moore (79.) | Orellana (33.) | El Salvador |
| Trinidad und Tobago                                                         | Spieler des Spiels: Jairo Henríquez (El Salvador) | | El Salvador |
| 2. Spieltag                                                                 | | |             |
| 14. Juli 2021 um 18:30 Uhr (15. Juli, 1:30 MESZ) in Frisco (Toyota Stadium) | | |             |
| Zuschauer: 8.494                                                            | | |             |
| Schiedsrichter: Selvin Brown ( Honduras)                                    | | |             |
| Spielbericht                                                                | | |             |

## Guatemala – Mexiko 0:3 (0:1)
| Guatemala                                                                        | Guatemala | Mexiko | Mexiko |
| -------------------------------------------------------------------------------- | --- | --- | ------ |
| Guatemala                                                                        | \| 2. Spieltag \| \| 14. Juli 2021 um 21:30 Uhr (15. Juli, 4:30 MESZ) in Dallas (Cotton Bowl Stadium) \| \| Zuschauer: 15.391 \| \| Schiedsrichter: Daneon Parchment ( Jamaika) \| \| Spielbericht \| | \| 2. Spieltag \| \| 14. Juli 2021 um 21:30 Uhr (15. Juli, 4:30 MESZ) in Dallas (Cotton Bowl Stadium) \| \| Zuschauer: 15.391 \| \| Schiedsrichter: Daneon Parchment ( Jamaika) \| \| Spielbericht \| | Mexiko |
| Guatemala                                                                        | Nicholas Hagen – Stheven Robles (82. Luis de León), Kervin García (60. Marco Domínguez), José Carlos Pinto , Gerardo Gordillo, Moises Hernandez – Óscar Santis (70. Luis Martínez), Jorge Aparicio, Alejandro Galindo (60. José Morales), Robin Betancourth (46. Marvin Ceballos) – Darwin Lom Cheftrainer: Rafael Loredo ( Mexiko) | Alfredo Talavera – Luis Rodríguez, Néstor Araujo (83. Gilberto Sepúlveda), Carlos Salcedo, Jesús Gallardo – Héctor Herrera (86. Érick Sánchez), Edson Álvarez, Erick Gutiérrez (68. Jonathan dos Santos) – Jesús Corona (83. Efraín Álvarez), Rogelio Funes Mori (83. Alan Pulido), Orbelín Pineda Cheftrainer: Gerardo Martino ( Argentinien) | Mexiko |
| Guatemala                                                                        | 0:1 Funes Mori (29.) 0:2 Funes Mori (55.) 0:3 Pineda (79.) | | Mexiko |
| Guatemala                                                                        | Santis (20.), Betancourth (36.) | | Mexiko |
| Guatemala                                                                        | Spieler des Spiels: Rogelio Funes Mori (Mexiko) | | Mexiko |
| 2. Spieltag                                                                      | | |        |
| 14. Juli 2021 um 21:30 Uhr (15. Juli, 4:30 MESZ) in Dallas (Cotton Bowl Stadium) | | |        |
| Zuschauer: 15.391                                                                | | |        |
| Schiedsrichter: Daneon Parchment ( Jamaika)                                      | | |        |
| Spielbericht                                                                     | | |        |

## Mexiko – El Salvador 1:0 (1:0)
| Mexiko                                                                           | Mexiko | El Salvador | El Salvador |
| -------------------------------------------------------------------------------- | --- | --- | ----------- |
| Mexiko                                                                           | \| 3. Spieltag \| \| 18. Juli 2021 um 21:00 Uhr (19. Juli, 4:00 MESZ) in Dallas (Cotton Bowl Stadium) \| \| Schiedsrichter: Said Martínez ( Honduras) \| \| Spielbericht \| | \| 3. Spieltag \| \| 18. Juli 2021 um 21:00 Uhr (19. Juli, 4:00 MESZ) in Dallas (Cotton Bowl Stadium) \| \| Schiedsrichter: Said Martínez ( Honduras) \| \| Spielbericht \| | El Salvador |
| Mexiko                                                                           | Alfredo Talavera – Luis Rodríguez, Héctor Moreno , Carlos Salcedo, Jesús Gallardo – Héctor Herrera (86. Osvaldo Rodríguez), Edson Álvarez, Erick Gutiérrez (66. Jonathan dos Santos) – Orbelín Pineda (86. Érick Sánchez), Rogelio Funes Mori (76. Alan Pulido), Jesús Corona Cheftrainer: Gerardo Martino ( Argentinien) | Mario González – Alex Roldan, Eriq Zavaleta, Ronald Gómez, Alexander Larín – Narciso Orellana, Darwin Cerén (87. Isaac Portillo), Marvin Monterroza (61. Amando Moreno) – Joshua Pérez (87. Juan Carlos Portillo), Joaquín Rivas, Jairo Henríquez (75. Walmer Martinez) Cheftrainer: Hugo Pérez ( USA) | El Salvador |
| Mexiko                                                                           | 1:0 L. Rodríguez (26.) | | El Salvador |
| Mexiko                                                                           | L. Rodríguez (70.), Salcedo (70.), Pulido (78.), Herrera (80.) | Cerén (2.), Orellana (63.) | El Salvador |
| Mexiko                                                                           | Spieler des Spiels: Mario González (El Salvador) | | El Salvador |
| 3. Spieltag                                                                      | | |             |
| 18. Juli 2021 um 21:00 Uhr (19. Juli, 4:00 MESZ) in Dallas (Cotton Bowl Stadium) | | |             |
| Schiedsrichter: Said Martínez ( Honduras)                                        | | |             |
| Spielbericht                                                                     | | |             |

## Guatemala – Trinidad und Tobago 1:1 (0:1)
| Guatemala                                                                   | Guatemala | Trinidad und Tobago | Trinidad und Tobago |
| --------------------------------------------------------------------------- | --- | --- | ------------------- |
| Guatemala                                                                   | \| 3. Spieltag \| \| 18. Juli 2021 um 21:00 Uhr (19. Juli, 4:00 MESZ) in Frisco (Toyota Stadium) \| \| Schiedsrichter: Oshane Nation ( Jamaika) \| \| Spielbericht \| | \| 3. Spieltag \| \| 18. Juli 2021 um 21:00 Uhr (19. Juli, 4:00 MESZ) in Frisco (Toyota Stadium) \| \| Schiedsrichter: Oshane Nation ( Jamaika) \| \| Spielbericht \| | Trinidad und Tobago |
| Guatemala                                                                   | Kenderson Navarro – Stheven Robles, Kervin García (53. Óscar Castellanos), José Carlos Pinto , Gerardo Gordillo, Moises Hernandez – Marvin Ceballos, Jorge Aparicio, Alejandro Galindo (46. Rudy Barrientos), Óscar Santis – Darwin Lom (82. Luis Martínez) Cheftrainer: Rafael Loredo ( Mexiko) | Marvin Phillip – Alvin Jones, Aubrey David, Mekeil Williams, Triston Hodge – Andre Fortune II (86. Ross Russell), Hashim Arcia (75. Ryan Telfer), Jesse Williams (75. Justin García), Noah Powder, Reon Moore (86. Isaiah Lee) – Marcus Joseph (67. Kevin Molino) Cheftrainer: Angus Eve | Trinidad und Tobago |
| Guatemala                                                                   | 1:1 Gordillo (77.) | 0:1 Moore (12.) | Trinidad und Tobago |
| Guatemala                                                                   | Fortune II (69.), David (89.) | | Trinidad und Tobago |
| Guatemala                                                                   | Spieler des Spiels: José Carlos Pinto (Guatemala) | | Trinidad und Tobago |
| 3. Spieltag                                                                 | | |                     |
| 18. Juli 2021 um 21:00 Uhr (19. Juli, 4:00 MESZ) in Frisco (Toyota Stadium) | | |                     |
| Schiedsrichter: Oshane Nation ( Jamaika)                                    | | |                     |
| Spielbericht                                                                | | |                     |